# 泰萊武省
泰萊武省是太平洋島國斐濟的14個省份之一，位於該國最大島嶼維提島東南部，面積755平方公里，2007年人口55,692，是人口第5大的省份。
1996年，省內城鎮瑙索里人口21,645。
17°50′S 178°30′E / 17.833°S 178.500°E